# Krraba-Pass
Der Krraba-Pass oder Kërraba-Pass (albanisch Qafa e Krrabës bzw. Qafa e Kërrabës) ist ein Gebirgspass in der Mitte Albaniens über die Kodrat e Krrabës (Krraba-Hügel). Der Pass ist Teil der Nationalstraße SH3 und der Europastraße 852 und somit eine wichtige Verbindung zwischen Tirana und Elbasan. Die Straße ist jedoch sehr kurvig und schmal.
Der höchste Punkt der Strecke befindet sich auf rund 800 m ü. A. in einem längeren, recht flachen Teilstück – andere Messung liegen leicht darunter. Die Straße quert das Hügelgebiet nicht an der tiefsten Stelle. Der höchste Punkt liegt auch nicht auf einer Wasserscheide. Die Höhe des Passes wird oft fälschlicherweise mit 933 m ü. A. angegeben, was aber die Höhe der höchsten Erhebung in den Krraba-Hügeln, der Kulla e Gracenit, entspricht. Die Straße zieht sich durch die langgestreckte Westflanke dieses Berges.
Die Passstraße wurde 1933 eröffnet.
Eine raschere Verbindung zwischen Tirana und Elbasan bildet der 2013 dem Verkehr übergebene Krraba-Tunnel, Teil der Autobahn A3. Bei Krraba besteht ein Anschluss von der Passstraße zum Nordportal des Tunnels; vom Südportal bis zum Beginn der Passstraße bei Bradashesh westlich von Elbasan wurde eine neue Straße angelegt, die in einem zuvor kaum erschlossenen Tal östlich der alten Straße verläuft.

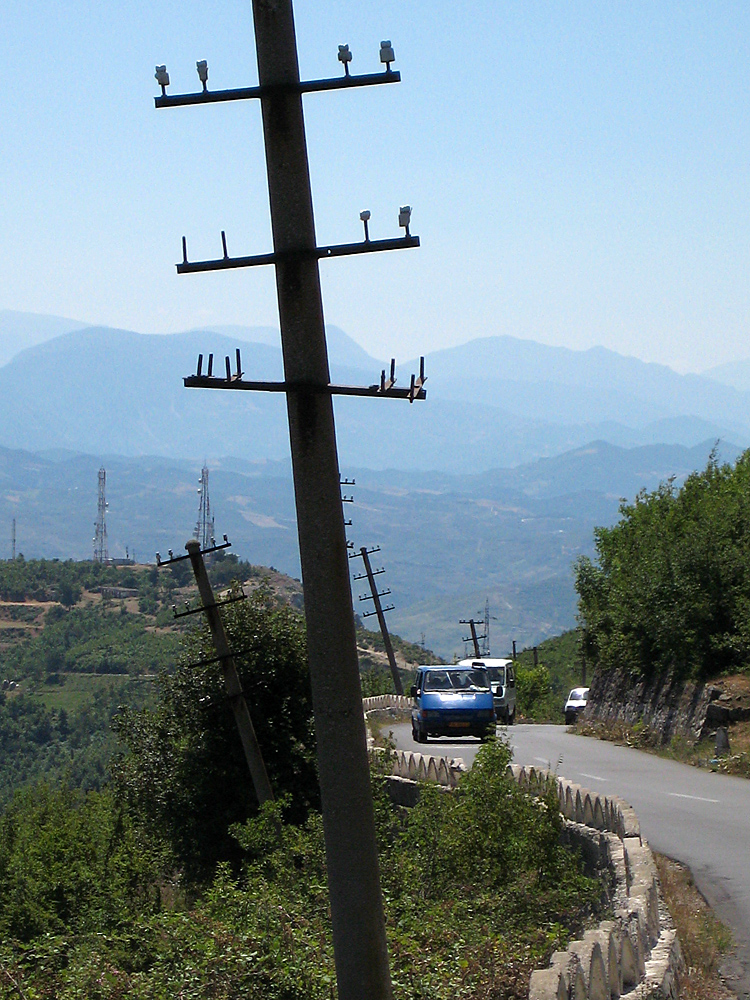
Kurz vor der Passhöhe
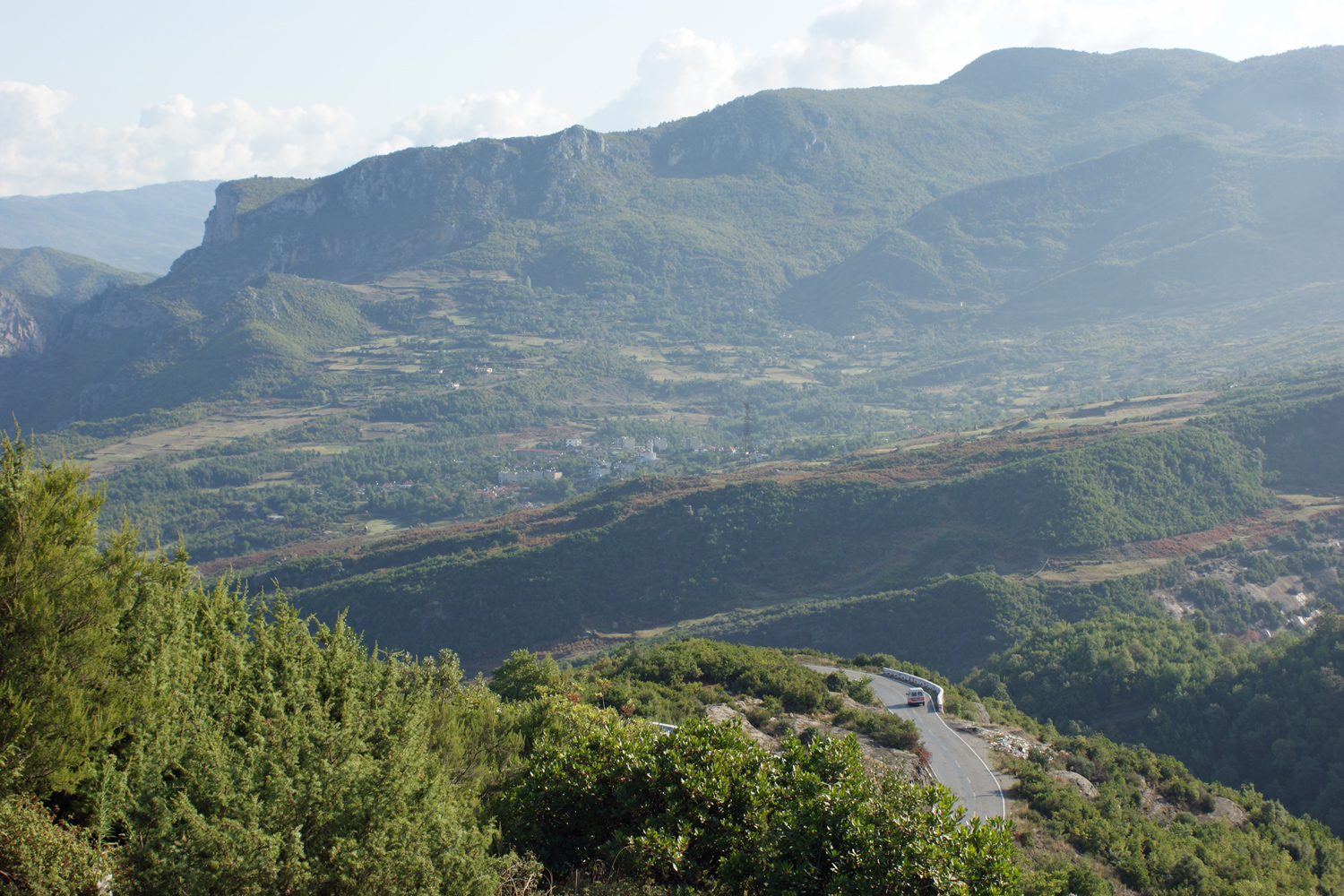
Die Straße in der Berglandschaft an der Nordseite des Passes, im Hintergrund das Bergbaustädtchen Krraba
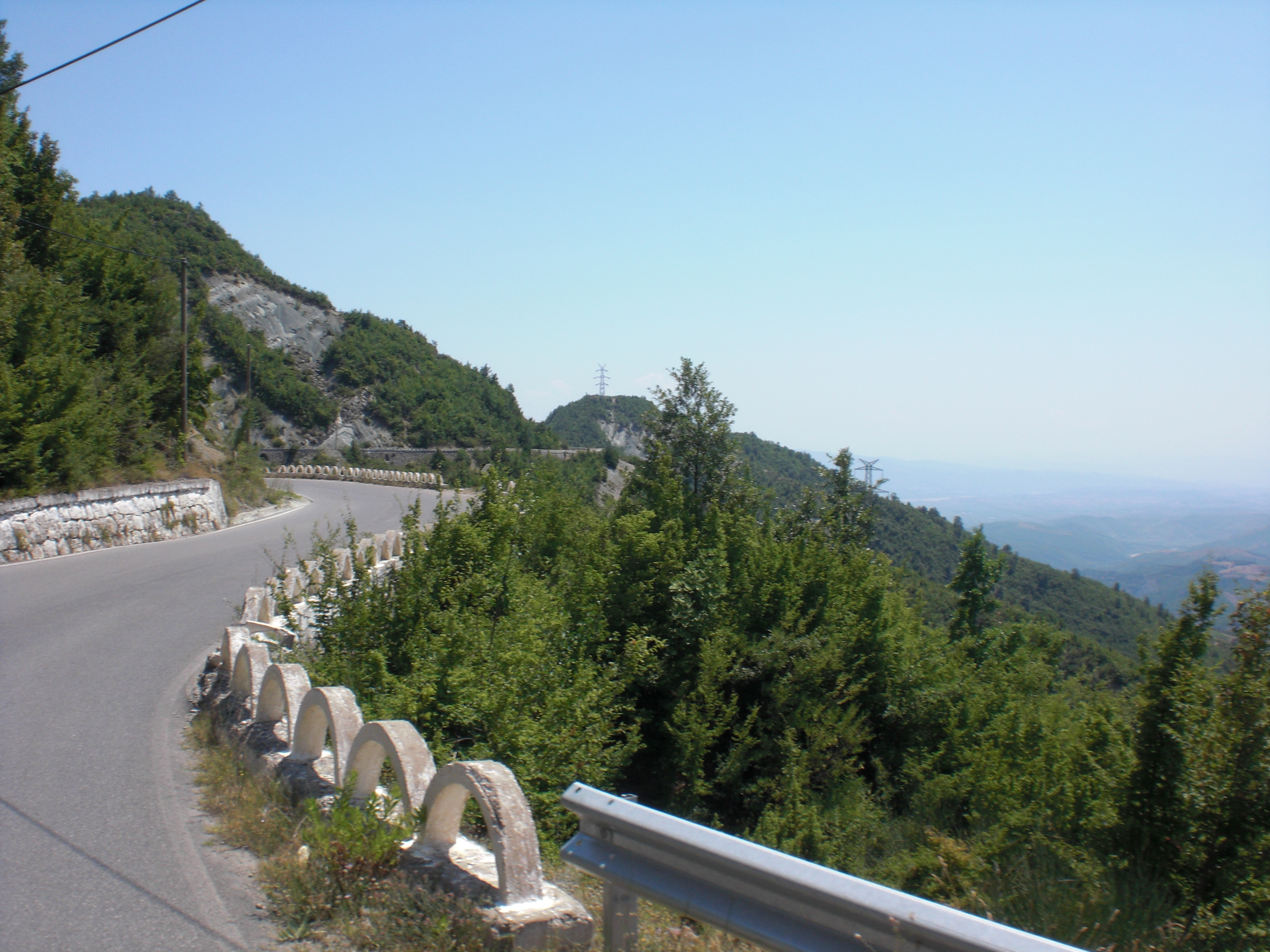
Oben schlängelt sich die Straße über einige Kilometer an einem Berghang entlang